# 161699 Lisahardaway
161699 Lisahardaway è un asteroide della fascia principale. Scoperto nel 2006, presenta un'orbita caratterizzata da un semiasse maggiore pari a 3,2211242 au e da un'eccentricità di 0,1461164, inclinata di 0,67231° rispetto all'eclittica.